# Metropolis (Illinois)
Metropolis település az Amerikai Egyesült Államok Illinois államában, Massac megyében, melynek megyeszékhelye is. Lakosainak száma 5969 fő (2020. április 1.).

## Népesség
A település népességének változása:

| 2010 | 6 537 |
| 2020 | 5 969 |